# Nocticanace cancer
Nocticanace cancer är en tvåvingeart som beskrevs av Wirth 1969. Nocticanace cancer ingår i släktet Nocticanace och familjen Canacidae. Inga underarter finns listade i Catalogue of Life.